# NGC 7399
NGC 7399 في الفهرس العام الجديد، هي مجرة، تقع في كوكبة الدلو. اكتشفت في 15 نوفمبر 1884 بواسطة لويس سويفت.

## روابط خارجية
- NGC 7399 على موقع ويكي سكاي: DSS2, SDSS, GALEX, IRAS, Hydrogen α, X-Ray, Astrophoto, Sky Map, Articles and images